# Abdij van Saint-Gérard de Brogne

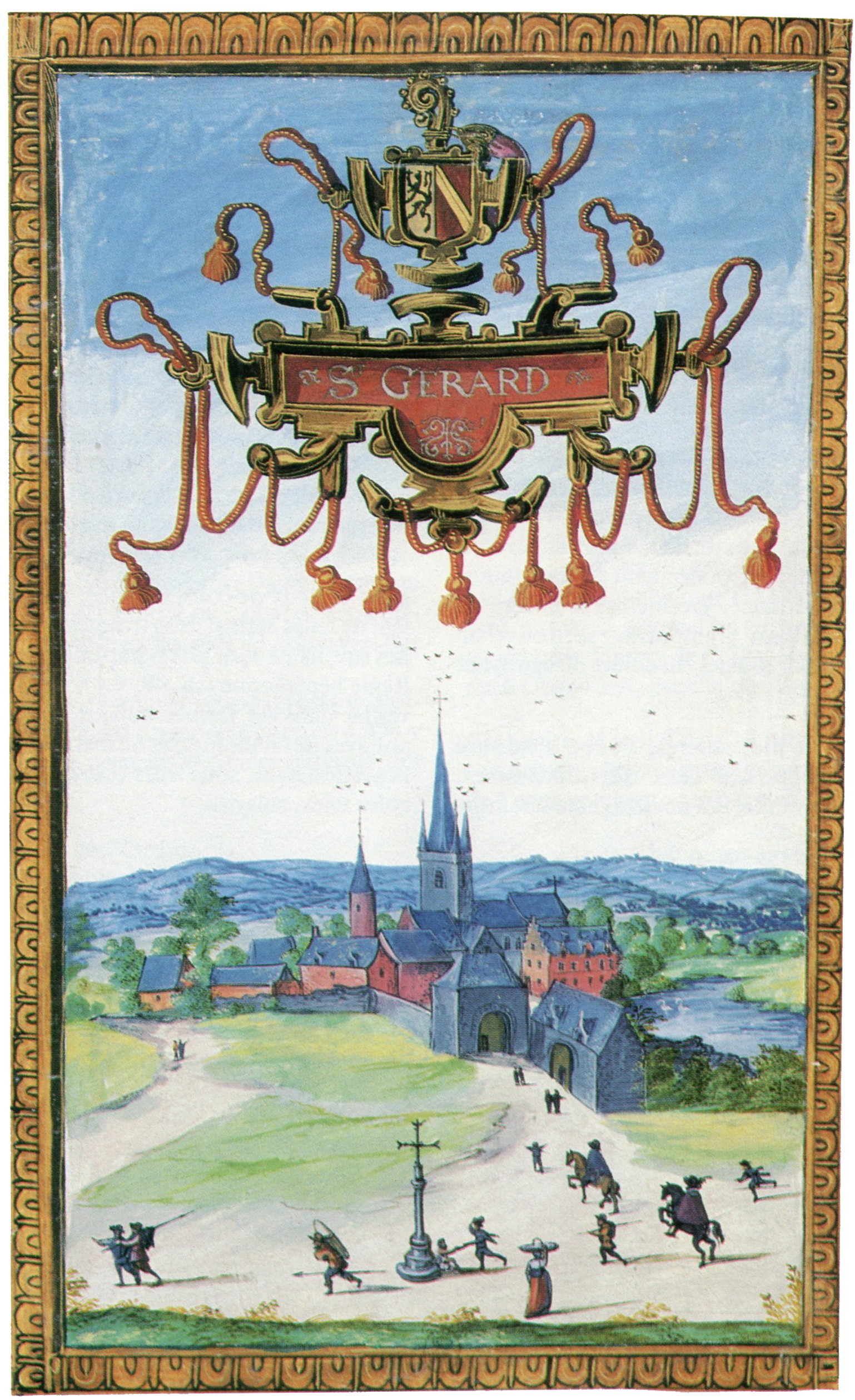
De abdij tijdens het ancien régime (Albums van Croÿ)

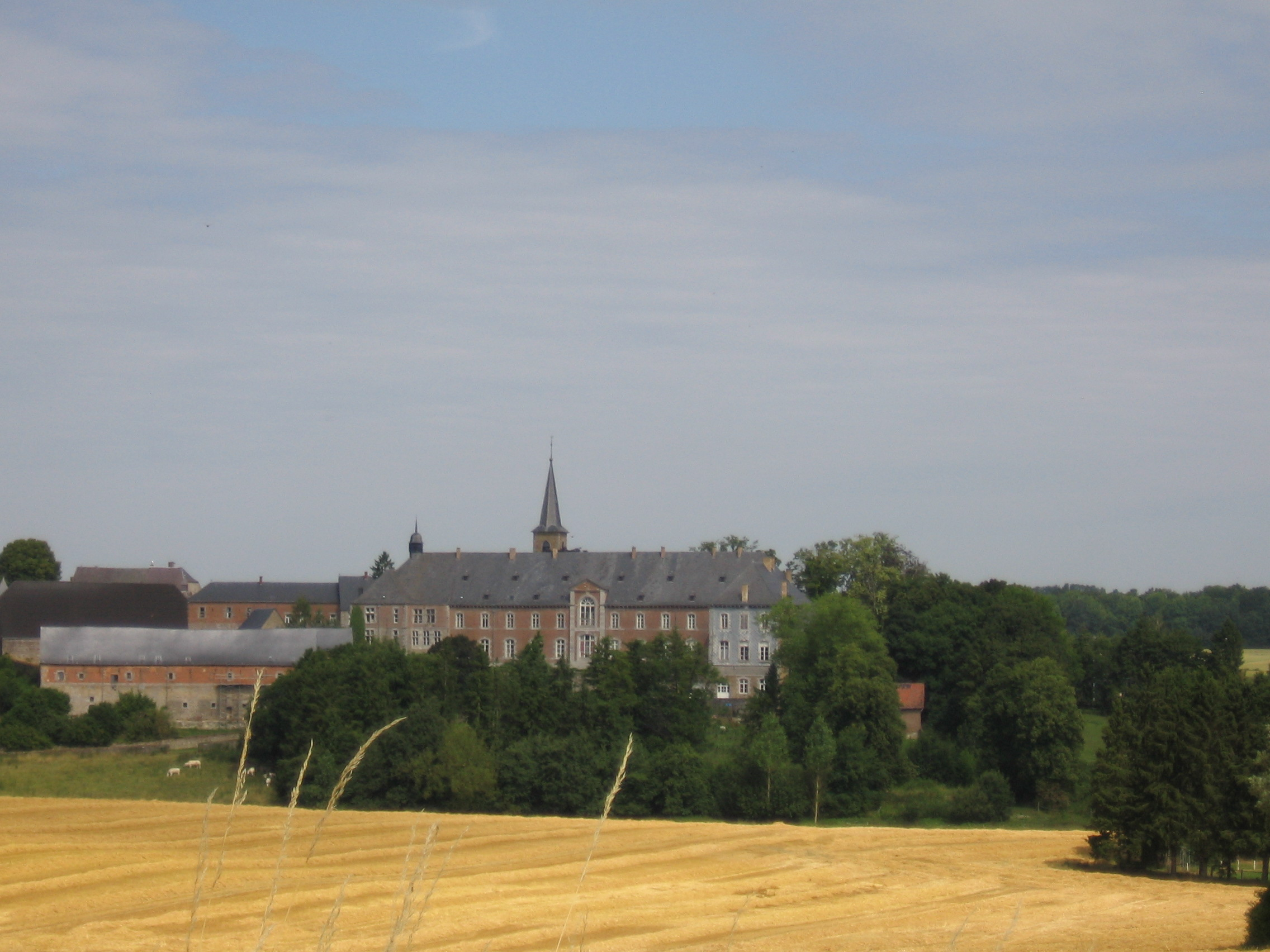
Saint-Gérard en de gebouwen van de voormalige abdij. De toren hoort niet bij de abdij maar is de klokkentoren van de parochiekerk.

De Abdij van Saint-Gérard de Brogne is een voormalige benedictijnenabdij in het Waalse Saint-Gérard. De abdij werd gesticht in de 10e eeuw, kwam in de 16e eeuw onder het bestuur van de bisschop van Namen en werd opgeheven aan het eind van de 18e eeuw. Van de voormalige abdij resten nog een 13e-eeuwse crypte en 18-eeuwse klooster- en landbouwgebouwen.

## Geschiedenis
Volgens de overlevering werd de abdij gesticht tussen 919 en 923 door de heilige Gerardus van Brogne samen met twaalf Franse benedictijnen, vanuit de benedictijnenabdij van Saint-Denis. Zij brachten een relikwie van de heilige Eugenius mee en kozen een plaats nabij een bron, Brogniau genaamd. Zij bouwden een kerk, een eenvoudig klooster en een hoeve. De abdij fungeerde in de eerste plaats als landbouwbedrijf en in het dorp dat ernaast ontstond, vestigden zich ambachtslui. Gerardus van Brogne werd na zijn dood in 959 in de abdijkerk begraven. Daarnaast werd de kerk, met het lichaam van de stichter in een rijkelijke relikwieënhouder, een bedevaartsoord. De bedevaarders dronken water uit de Sint-Pietersput binnen in de kerk in de hoop op genezing. 
De abdij bezat verschillende hoeven en schuren in het gebied tussen Samber en Maas, alsook een steengroeve, het bos van Marlagne en visvijvers. In de abdij waren er een oven en een molen. Er was ook een school voor adellijke kinderen.
In 1566 werd de abdij gedwongen aangehecht aan het bisdom Namen, om dit nieuw gecreëerde bisdom van inkomsten te voorzien. Sindsdien werd de abdij niet meer bestuurd door een abt, maar door een prior in naam van de bisschop. Het aantal monniken daalde van in de twintig naar minder dan tien en de abdij kwam in verval. De bisschop van Namen besloot in 1750 de gebouwen af te breken en een nieuwe abdij in Franse stijl te bouwen. Van de oude gebouwen bleef de crypte uit de 13e eeuw bewaard. De abdij werd in 1792 door de Fransen gesloten en de relikwieën gingen verloren. In 1815 werd besloten tot de afbraak van de in verval geraakte abdijkerk. De Sint-Pietersput werd gedempt en er kwam een weg over. Ook een deel van de 18-eeuwse kloostergebouwen die een regelmatige vierhoek vormden, werd afgebroken.
Tussen 1905 en 1919 huisde de vrouwelijke kloosterorde van de visitandinnen van Meaux, op de vlucht voor de antiklerikale regering in Frankrijk, in de overgebleven gebouwen. Tussen 1919 en 1969 was er een opleidingscentrum van Franse assumptionisten. In 1974 werden de abdijgebouwen aangekocht door de gemeente Saint-Gérard. Later kwamen er een restaurant, hotel en tentoonstellingsruimte.

## Crypte
De crypte, een 13e-eeuwse zaal, is het oudst bewaarde deel van de abdij. De zaal is 17m lang en 9m breed en is door drie kolommen uit één stuk verdeeld in twee beuken, met puntige gewelven van 3,5m hoog. Deze crypte bevindt zich in de westelijke vleugel en is verbonden met de andere kelders van de abdijgebouwen. Deze ruimte werd in 1919 gesaneerd en in 1959 gerestaureerd.